# Hans Jedlitschka
Hans Jedlitschka (* 21. Februar 1931 in Zürich; † 22. Januar 2006 ebenda) war ein Schweizer Hörspielregisseur.

## Leben
Hans Jedlitschka wurde 1931 in Zürich geboren. Nach dem Besuch der Schule lernte er den Beruf des Schriftsetzers und besuchte anschliessend die Zürcher Kunstgewerbeschule. 
Jedlitschka prägte die Entwicklung des Hörspiels beim Deutschschweizer Radio und förderte Schweizer Autoren. Er war zunächst als freier Journalist tätig und arbeitete für das Bühnenstudio Zürich. Es folgten Engagements als Schauspieler und zwei Jahre Regieassistenz am Zürcher Schauspielhaus.
Ab 1958 war er Hörspieler und Sprecher im Radiostudio Zürich, später stieg er zum Ressortleiter der Hörspielabteilung auf. 32 Jahre war Jedlitschka als Dramaturg, Ressortleiter und Regisseur beim Schweizer Radio DRS  bis zu seiner Pensionierung 1992 tätig.

## Auszeichnungen und Preise
- 1973: Prix Suisse für die Inszenierung von Peter Bichsels Inhaltsangabe der Langeweile
- 1986: Radiopreis für seine Bearbeitung von Robert Walsers Aus dem Bleistiftgebiet
- 1988: Telestar für sein Lebenswerk und
- 1997: Goldene Ehrenmedaille der Stadt Zürich

## Lesung
- 2024: Hans Jedlitschka, Wort-Schöpfungen. Gelesen von Margret Nonhoff und Walter Baumgartner, Jedlitschka-Gallery, Zürich, 13. Dezember 2024.